# José Barba
José Augusto Barba Caballero (San Pedro de Lloc, 9 de noviembre de 1952) es un abogado, periodista, presentador de televisión y político peruano. Fue congresista de la república durante 2 periodos y senador en el disuelto periodo 1990-1992. Fue también congresista constituyente en 1992, diputado por Lima en 1985 y embajador del Perú en la República de Panamá desde 2006 hasta 2009. Actualmente es conductor del programa Rey con Barba en Willax Televisión.

## Biografía
José Barba Caballero nació en la ciudad de San Pedro de Lloc, ubicado en el departamento de La Libertad en Perú, el 9 de noviembre de 1952. Es hijo de Alfonso Barba Burga y de Martha Caballero de Barba.
Realizó sus estudios escolares en diversos colegios, entre ellos el Institución Educativa Emblemática Ricardo Bentín y el Colegio Nuestra Señora de Guadalupe. Luego ingresó a la Universidad de San Martín de Porres y estudió la carrera de Derecho, donde se graduó como abogado en el año 1978. 
Fue asesor legal del Consejo Municipal de Paramonga durante 3 años y profesor de los sindicatos obreros afiliados a la Confederación de Trabajadores del Perú. Fue también nombrado presidente de la Asociación Departamental de Madre de Dios y vicepresidente del comité de Apoyo a la Policía Nacional del Perú.

## Carrera política
Desde muy joven ingresó al Partido Aprista Peruano, en donde integró las Secretarías Nacionales de Integración Latinoamericana, de Juventudes y de Relaciones Internacionales.
Su carrera política se inicia en las elecciones generales del año 1985, donde postuló y fue luego elegido como diputado por Lima con 16,070 votos, siendo juramentado para el periodo 1985-1990. Durante su gestión, Barba tuvo polémicas con diputados de la oposición al primer gobierno de Alan García, entre ellos a Fernando Olivera quien lo acusó de robar su maletín durante su enfrentamiento con el diputado aprista Rómulo León Alegría.
Tras culminar su gestión como diputado, Barba decidió postular al Senado por el Partido Aprista en las elecciones del año 1990, la cual resultó elegido con 40,543 votos para el periodo 1990-1995. Sin embargo el 5 de abril de 1992, su cargo fue disuelto tras el autogolpe de estado decretado por el presidente Alberto Fujimori, en donde Barba formó parte de la oposición. Ese mismo año, José Barba fue suspendido por cuatro años del Partido Aprista Peruano por "desviacionismo político", esto por escribir un libro donde desviaba la ideología de Víctor Raúl Haya de la Torre y mostraba su oposición a Alan García. Sin embargo, Barba decidió renunciar oficialmente al partido.
Luego del golpe de Estado, el gobierno fujimorista convocó a elecciones constituyentes para noviembre de ese mismo año. Ante esto, José Barba decide fundar Coordinadora Democrática, partido político con el cual decidió participar con diversos candidatos al Congreso Constituyente Democrático. Finalmente Barba fue elegido con 169,601 votos, para el lapso 1992-1995.
Como congresista constituyente fue miembro de la Comisión de Constitución, encargada de elaborar los artículos de la Constitución Política de 1993. Fue también parte de la oposición al régimen fujimorista, donde apoyó las investigaciones de las matanzas de los estudiantes de la Universidad Enrique Guzmán y Valle “La Cantuta” y en la localidad de Barrios Altos.
En el año 1994, José Barba firmó una alianza política entre su partido Coordinador Democrática y País Posible, partido político del economista Alejandro Toledo, quien luego cambiaría de nombre de su partido a Perú Posible y sería elegido como presidente del Perú en el año 2001. Posteriormente en las elecciones generales del año 1995, Toledo fue candidato presidencial de la coalición CODE-País Posible mientras que Barba postularía nuevamente al Congreso de la República. Barba terminó siendo elegido por cuarta vez como parlamentario, obteniendo 16,231 votos, y fue juramentado para el periodo 1995-2000.
Fue miembro de la Comisión Permanente y de la Subcomisión de Lucha contra el Narcotráfico. Nuevamente se mantuvo en las filas de oposición al fujimorismo, sin embargo, algunas posiciones conservadoras de Barba coincidían con la mayoría oficialista. Esto ante la posición de Barba durante la toma de la residencia del embajador japonés en la ciudad de Lima, en donde cuestionó las negociaciones con los terroristas del Movimiento Revolucionario Túpac Amaru (MRTA), así como calificativos de “terrucos” a la prensa extranjera. En este periodo fue que José Barba formó una amistad con Rafael Rey, político conservador y líder del partido Renovación Nacional.
Culminando su gestión, intentó su reelección al Congreso en las  por la  que era una alianza donde integraba Coordinadora Democrática con la candidatura de , sin embargo, no resultó reelegido.
En el año 1999, José Barba y Rafael Rey decidieron formar una alianza con sus respectivos partidos políticos para las elecciones generales del año 2000. La coalición se denominó “Avancemos” y presentaron a Federico Salas-Guevara, exalcalde de Huancavelica, como candidato presidencial. Barba postuló a la reelección como congresista con el puesto 2 de la lista de candidatos al Congreso de la República, sin embargo, obtuvo solamente 11,713 votos y quedó sin éxito en su reelección.
Durante la Marcha de los Cuatro Suyos, José Barba marcó distancia de los manifestantes, sin embargo apoyó las protestas de Alejandro Toledo contra el fraude que daba como ganador a Alberto Fujimori. Luego ese mismo año, tras la difusión de los Vladivideos, Barba denunció públicamente que el presidente Alberto Fujimori se iba a fugar a Japón para evitar ser enjuiciado, hecho que finalmente fue confirmado y que generó la caída total e inicio el gobierno de transición de Valentín Paniagua con el cual se convocaron a elecciones generales para el año 2001.
En el año 2000, José Barba cambió de nombre a su partido político: Cambio Radical. Ese mismo año formó alianza con Renovación Nacional, partido político de Rafael Rey, y luego ambos formaron parte de Unidad Nacional, coalición política que postulaba a Lourdes Flores Nano a la presidencia del Perú para los comicios del 2001. Barba postuló nuevamente al 
Congreso de la República con el número 4 por la circunscripción de Lima Metropolitana y resultó elegido por quinta vez con 29,915 votos para el periodo parlamentario 2001-2006.
En su quinta gestión parlamentaria fue miembro de la Comisión de Fiscalización. Asimismo, fue autor del proyecto de ley que buscaba amnistiar a los comandos de la Operación Chavín de Huántar, hecho que tuvo polémicas debido a graves acusaciones de algunos militares en materia de Derechos Humanos. Barba junto con Rafael Rey también mostraron su oposición a la Comisión de la Verdad y Reconciliación y al indulto de personas acusadas sin pruebas de vínculos con el terrorismo.
En octubre del 2005, José Barba anunció oficialmente su salida de Unidad Nacional. Esto tras la denuncia periodística del dominical La Ventana Indiscreta contra su partido político por un caso de firmas falsas organizado por Jorge Valdez, exregidor municipal y militante de Cambio Radical.
En septiembre del 2006, José Barba fue nombrado como embajador de Perú en Panamá en el segundo gobierno de Alan García. Permaneció en el cargo hasta su renuncia en 2009, donde fue reemplazado por Gabriel García Pike.
Para las elecciones generales del 2011, fue nuevamente candidato al Congreso de la República por Cambio Radical, sin embargo, el partido no tuvo éxito tras obtener una baja votación.
A mediados de 2012 su partido perdió su inscripción debido a que no superaron la valla electoral de 5% en el último proceso electoral ni alcanzaron el mínimo de seis escaños que se requiere para acceder al Congreso.

## Conductor de Televisión
Desde 2011 conduce junto con Rafael Rey el programa Rey con Barba por Willax Televisión, en Panamericana Televisión en y en 2016 nuevamente de nuevo en Willax, pasándose a llamar Rey con Barba y Tudela en 2018 con la adición de Francisco Tudela.

## Controversias
En el 2005, disolvió temporalmente su partido tras descubrirse un fraude por firmas falsas para su inscripción ante el Jurado Nacional de Elecciones. Tras el escándalo, Lourdes Flores le pidió no ir en la lista parlamentaria a lo que Barba Caballero aceptó, sin embargo, Unidad Nacional no estuvo de acuerdo.
En mayo del 2010, Barba era uno de los promotores de la candidatura del conductor Jaime Bayly a la Presidencia de la República, hasta que incluyó en su partido al exalcalde del Callao Alex Kouri como candidato a la Alcaldía de Lima. Tras esto, Bayly respondió en su programa, El Francotirador, que oficialmente iba a dejar de ser parte del partido de Barba Caballero, debido a que no aprobaba la inclusión de Kouri quien estaba metido en actos de corrupción.

## Televisión
- Rey con Barba — Willax Televisión (2011-2014, 2016-2018, 2020-presente)
- Rey con Barba — Panamericana Televisión (2015-2016)
- Rey con Barba y Tudela — Willax Televisión (2018-2020)

## Publicaciones
- Haya de la Torre y Mariátegui Frente a la Historia (1978)
- La Polémica Haya-Mariátegui (1978)
- Defensa del aprismo (1979)
- Historia del movimiento obrero peruano (1980)
- Aprismo y marxismo disyuntiva Latinoamericana (1982)
- Apra, presente y futuro (1982)
- Historia y doctrina aprista (1982)
- El apra al alcance de todos (1983)
- Los orígenes de la CTP (1983)
- El Apra y su Estrategia de Poder para el futuro (1984)
- Qué es el Apra (1984)
- Manual del hombre feliz (1993)